# Ítalo Piaggi
Ítalo Ángel Piaggi (ur. 17 marca 1935 w San Fernando, zm. 31 lipca 2012) – emerytowany podpułkownik argentyński, który dowodził Grupą Bojową Mercedes w czasie bitwy o wzgórza Darwin i Goose Green w wojnie o Falklandy. W wyniku kapitulacji do niewoli brytyjskiej dostało się około 1000 Argentyńczyków.
Po wojnie został w niesławie zwolniony z wojska.
W 1986 roku napisał książkę Ganso Verde, gdzie bronił swojej decyzji i krytykował brak wsparcia logistycznego ze strony dowództwa wojsk inwazyjnych w Stanley.